# Azamat Sufijew
Azamat Aslamowicz Sufijew (ur. 16 sierpnia 1992) – tadżycki zapaśnik walczący w stylu wolnym. Zajął trzynaste miejsce na mistrzostwach świata w 2015. Dziewiąty na igrzyskach azjatyckich w 2014. Brązowy medalista mistrzostw Azji w 2016 roku.